# 1&1 Versatel
 (août 2020).
Si vous disposez d'ouvrages ou d'articles de référence ou si vous connaissez des sites web de qualité traitant du thème abordé ici, merci de compléter l'article en donnant les références utiles à sa vérifiabilité et en les liant à la section « Notes et références ».
1&1 Versatel (nommée jusqu'au 30 mai 2016 : Versatel Deutschland GmbH) est une entreprise allemande de téléphonie et un fournisseur d'accès à Internet qui fait partie du groupe United Internet AG depuis 2014.

## Historique
La société Versatel originale a été fondée en 1995 aux Pays-Bas après une scission au sein de Tele2 Benelux ; la branche allemande a été rebaptisé Versatel Allemagne en 2005. Elle était cotée à la bourse de Francfort (indice TecDAX). Versatel AG a ensuite été revendue à différents investisseurs de private equity tels Apax Partners et United Internet AG. 
En 2014, United Internet AG a finalement acquis 100 % du capital de l'ex-Versatel AG et a changé son nom, après intégration dans sa propre structure de l'entreprise Versatel Deutschland GmbH. Depuis le 1er juillet 2016, la société fonctionne sous le nom « 1&1 Versatel GmbH ».